# Поантилизъм
Поантилизмът (фр. pointillism, pointillisme) е течение в живописта, основано на системното използване на оптическо смесване. При този метод цветовете, които не са основни, се получават не чрез смесване на пигменти, а от чисти основни цветове на множество малки и разположени близо една до друга точки, изглеждащи така, като че ли се сливат в окото на зрителя. Известен още като дивизионизъм.
Техниката развита от неоимпресиониста Жорж Сьора, се отнася още до работите на Пол Синяк, Анри-Едмон Крос и Влахо Буховач.
Гледани от разстояние точките чисти цветове трудно се отличават една от друга, при което се смесват оптически. Обяснение за този ефект може да се намери в теориите за адитивно и субтрактивно смесване на цветовете.
При физическото смесване на пигменти се наблюдава субтрактивно смесване на цветовете. Подобно смесване отразява по-малко светлина, така че ако се смесят червени, сини и жълти пигменти (основните субтрактивни цветове) ще се получи цвят близък до черния. Но когато цветовете се получават от смесването на светлина, говорим за адитивно смесване. Така че ако смесим червена, синя и зелена светлина (основните адитивни цветове) получаваме цвят близък до бялото. Художниците поантилисти успяват да смесят тези два принципа при съставянето на цвета – постигат адитивно смесване чрез физически пигменти. Техниката на живописване използвана от поантилистите е за сметка на традиционната техника, която може да се използва за очертаване на текстурата.
Телевизионните приемници и компютърните монитори, били те CRT (екрани с катодна тръба) или LCD (екрани с течни кристали), използват милиони малки точки на основните червено, синьо и зелено, за да пресъздадат цвета, в който смисъл могат да се приемат за вид поантилизъм.

## Поантилизъм в музиката
Терминът поантилизъм е заимстван и от музикалните изкуствоведи, като синоним на термина пунктуализъм.